# 階高
階高(かいだか)とは、建物のひとつの階の高さである。ある階の床面からすぐ上の階の床面までの高さをいう。建物の下の階の床面から上の階の床面までの高さ。つまり、建物の1階分の高さを指す。
平屋建ての場合や、最上階など、直上階が屋根の場合には、階高はない。ただし、屋上がある場合は、屋上の直下階も階高がある。